# بلانش یکم

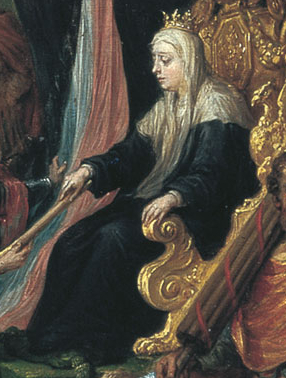
بلانش یکم

بلانچ اول (انگلیسی: Blanche I of Navarre؛ ۶ ژوئیه ۱۳۸۷ – ۱ آوریل ۱۴۴۱) یک سیاست‌مدار اهل اسپانیا بود. وی همسر جان دوم آراگون بود.